# پشت‌آتشی مهتر
پشت‌آتشی مهتر (نام علمی: Chrysocolaptes guttacristatus) نام یک گونه از سرده پشت‌آتشی‌های خاوری‌تر است.